# Animalisms
Albums des Animals
Animal Tracks
(1965) Winds of Change
(1967)
Animalisms est album paru en 1966 de la formation britannique The Animals.
L'album se classa 4e dans les charts britanniques.
Considéré comme l'album le plus abouti du groupe, il contient de nombreuses reprises de chanteurs majeurs du blues, rhythm and blues et rock 'n' roll comme Sam Cooke, Little Richard, Chuck Berry, Muddy Waters, et B.B.King.
À noter la présence de Frank Zappa en tant qu'arrangeur.

## Liste des chansons

### Version américaine
Face A
1. "Don't Bring Me Down" (Gerry Goffin, Carole King) – 3:13
2. "One Monkey Don't Stop No Show" (Joe Tex) – 3:20
3. "You're On My Mind" (Eric Burdon, Dave Rowberry) – 2:54
4. "She'll Return It" (Barry Jenkins (en), Dave Rowberry, Eric Burdon, Chas Chandler, Hilton Valentine) – 2:47
5. "Cheating" (Eric Burdon, Chas Chandler) – 2:23
6. "Inside Looking Out" (John Avery Lomax, Alan Lomax, Eric Burdon, Chas Chandler) – 3:47

Face B
1. "See See Rider" (Ma Rainey) - 3:58
2. "Gin House Blues" (Henry Troy, Fletcher Henderson) - 4:37
3. "Maudie" (John Lee Hooker) - 4:03
4. "What Am I Living For" (Fred Jay, Art Harris) - 3:12
5. "Sweet Little Sixteen" (Chuck Berry) - 3:07
6. "I Put a Spell on You" (Screamin' Jay Hawkins) - 2:55

### Version britannique
Face A
1. "One Monkey Don't Stop No Show"
2. "Maudie"
3. "Outcast" (Ernie Johnson, Edgar Campbell)
4. "Sweet Little Sixteen" (Chuck Berry)
5. "You're On My Mind"
6. "Clapping"

Face B
1. "Gin House Blues"
2. "Squeeze Her, Tease Her"
3. "What Am I Living For"
4. "I Put a Spell on You" (Screamin' Jay Hawkins)
5. "That's All I Am to You"
6. "She'll Return It"